# 江南铁角蕨
江南铁角蕨（学名：Asplenium loxogrammoides）为铁角蕨科铁角蕨属下的一个种。

## 扩展阅读
- 維基物種上的相關：江南铁角蕨